# American Broadcasting Company
A American Broadcasting Company (ABC) (em português:  Companhia Americana de Radiodifusão) é a estação de televisão global dos EUA. É responsável por séries como: Grey's Anatomy, The Good Doctor, Agents of S.H.I.E.L.D, Agent Carter, Inhumans e How to Get Away With Murder. A sede da ABC fica na cidade de Nova York, onde encontram-se os departamentos e os escritórios de esporte e telejornalismo; os departamentos de teledramaturgia e programação ficam em Burbank, na Califórnia, ao lado da sede dos Estúdios Walt Disney. A American Broadcasting Company é atualmente a terceira rede de televisão mais assistida dos Estados Unidos, atrás da CBS e NBC.
A emissora é de propriedade do grupo Disney Company, que também possui outras emissoras de televisão, como os canais infantis Disney Channel, Disney XD, Disney Junior, o canal dedicado a artes e entretenimento A&E e ainda 80% do canal de esportes ESPN.

## História

### 1943 - O início
A radiodifusão nos Estados Unidos foi dominada, durante a década de 1930, por algumas poucas companhias: a Mutual Broadcasting System (MBS), a Columbia Broadcasting System (CBS) e a National Broadcasting Company (NBC), esta última propriedade da Radio Corporation of America (RCA). A RCA era proprietária de duas estações de rádio diferentes, que receberam os nomes de NBC Blue e NBC Red. A primeira foi criada em 1927 e tinha como função principal testar novos programas em mercados menores, enquanto que a segunda era destinada aos grandes centros urbanos.
Para diminuir o monopólio de redes de rádio, a RCA vendeu por obrigação da FCC (Comissão Federal de Comunicações) a rede NBC Blue, mantendo a rede NBC Red, que naquela época era a maior e a líder dos EUA. Após uma disputa pela rede, a RCA vendeu a NBC Blue para Edward John Noble, proprietário da fábrica de doces Life Savers e da cadeia de drogarias Rexall. Mudou o nome da rede para "The Blue Network" e ainda criou uma empresa para administrá-la, a American Broadcasting System.

### 1948: Leonard Goldenson e a entrada da ABC na televisão
Com a grande expansão da cadeia de rádios, a ABC entrou para o mercado de TV. Em 19 de abril de 1948, a ABC Television Network foi ao ar pela primeira vez.
A televisão ainda não tinha se estabelecido nos EUA, por isso Noble vendeu a ABC para a United Paramount Theaters, chefiada por Leonard Goldenson, que viu na rede uma grande oportunidade de investimento.
Logo após a compra, Goldenson convenceu afiliadas das concorrentes NBC e CBS a se transformarem em suas afiliadas. Para aumentar a audiência, a ABC começou uma parceria com a Walt Disney Studios. A emissora também fez parcerias com a MGM, Warner Bros. e Twentieth Century-Fox.

### 1961-1965
Na busca de se posicionar melhor na audiência, a década de 1960 foi de aquisições para a emissora.
A rede de rádios não ia muito bem de audiência. Começou então uma grande reestruturação da cadeia de redes.
Em 1962, a ABC começou a exibir Os Jetsons pela primeira vez em cores. Na temporada 1965-1966, a ABC se juntou com as concorrentes NBC e CBS para exibir programas em cores.

O logotipo em 2D desenhado por Paul Rand e adotado entre 1949 a 2002, atualmente usado como um logotipo secundário, ainda é utilizado em anúncios impressos.

### 1965-1969
A emissora de TV começou a investir nas transmissões de esporte, apresentando o Wide World of Sports e inovando com as múltiplas câmeras no Monday Night Football, fazendo com que as transmissões de esporte virasse uma indústria milionária até hoje.
A emissora investiu no núcleo de séries visando o público jovem urbano do país. Assim apresentou séries como The Outer Limits, The Invaders, Time Tunnel, entre outros. Além disso, apresentou o que seria mais tarde o fenômeno mundial Bewitched, mais conhecido no Brasil como A Feiticeira.
Outro fenômeno foi a série inspirada nos comic-books Batman. Sendo o programa de TV mais assistido pelos estudantes do High-School e universitários.

### 1969-1985: A liderança
A emissora continuou exibindo sitcoms e dramas no seu horário nobre. E investiu no daytime da emissora, transmitindo soap operas como The Edge of Night, Ryan's Hope e soap-operas produzidas até os dias atuais como General Hospital, One Life To Live e All My Children e gameshows como Family Feud.
A emissora produziu através da ABC Motion Pictures muitos telefilmes para alavancar na audiência.
Assim, a emissora começava a ultrapassar as suas maiores concorrentes, NBC e CBS.
Nos anos 1970, a emissora investiu pesado em séries de grande apelo como Happy Days e As Panteras.
Em 1976,a emissora adquiriu os direitos de transmissão do Oscar, que atualmente seu contrato vai até 2020. Em 1977 finalmente a ABC virou a emissora mais assistida dos EUA.
Em 1984, a emissora adquire o controle majoritário das ações da emissora de esportes ESPN, que naquela época estava crescendo com muita velocidade.

### 1985-1996: A era Capital Cities
A partir dos anos de 1985, a emissora foi perdendo a criatividade e a inovação, enquanto a NBC avançava. A audiência e os lucros foi cada vez caindo mais. A emissora precisava de um novo frescor. Mas o que ninguém esperava foi a compra da ABC pela empresa de mídia Capital Cities, que naquela época era um décimo da ABC.
Nos anos que se passaram, a emissora ficava cada vez mais com um perfil conservador e com menos sucesso.

### 1996-2003: A compra pela Disney e o declínio da emissora
Após uma parceria de longa data, a Disney, em 1996 adquire a ABC. Começam as mudanças na programação. Aos sábados de manhã, a emissora coloca ao ar um bloco de desenhos chamado One Saturday Morning, que hoje em dia se chama ABC Kids.
A Emissora Começa a exibir o game show Who Wants to be a Millionaire. No entanto, um novo fenômeno, Survivor, na CBS, faz com que a ABC mude toda a programação e exiba quatro vezes por semana o seu game show, tornando-o um fracasso. Apesar disso, a emissora investe em séries de algum sucesso como The Practice, Alias e Once Again. E ainda exibe sucessos como According to Jim e My Wife and Kids.
Na onda dos sucessos dos reality shows, a emissora produz Are You Hot? e I'm a Celebrity…Get Me Out of Here!, mas por causa do seu fraco conteúdo se tornam programas vergonhosos da emissora.
Na temporada 2003-2004, a emissora fica em quarto lugar de audiência.

### 2004-presente: Renascimento e a fusão da Disney com a ABC
Determinados a alcançar de novo o status, a ABC antecipa as séries Desperate Housewives e Lost. Imediatamente, a audiência da rede dispara graças a boa crítica, grande publicidade, e um pesado marketing durante o verão. Seguiram o mesmo caminho, as séries Grey's Anatomy em 2005 e Ugly Betty em 2006.
Nesta nova fase, a emissora finalmente achou reality shows adequados e de grande sucesso: Extreme Makeover: Home Edition e Dancing with the Stars.
Em 2004, a ABC lançou um canal de notícias chamado ABC News Now. Integra TV digital, TV a cabo, Internet e celulares.
Com a fusão Disney, todas as séries do horário nobre eram produzidas pela Tochstone Television. Em 2007, o estúdio passou a se chamar ABC Studios, como parte da estratégia da Disney em fortalecer suas três marcas: ABC, Disney e ESPN. Buena Vista Television, rede de estúdios de TV que tinha ABC como principal rede, passou a se chamar Disney-ABC Domestic Television.
Nos anos 2000, o bloco ABC Sports, marca que a emissora utilizava quando transmitia jogos na TV aberta, e a ESPN fundiram suas operações com o intuito de cortar gastos. Com a mudança, toda transmissão esportiva na ABC passou a ter o selo "ESPN on ABC".
Em 2007, a ABC iniciou um processo de renovação da marca: com uma nova campanha, novas vinhetas, novos gráficos, um logo redesenhado- com reflexos e com a aparência esmaltada, além de um novo slogan: ABC - Start Here (algo como: Comece Aqui) criada por Hachem Taha. Toda essa mudança é devido a mobilidade do conteúdo de notícias e entretenimento. Já que a partir desta campanha, os norte-americanos poderiam assistir episódios na íntegra, ouvir podcasts especialmente feitos pelo site da emissora e conteúdo no celular.
Em 2009, Disney-ABC Television Group anunciou a fusão de ABC Entertainment e ABC Studios, passando a se chamar ABC Entertainment Group, no qual se responsabilizaria na produção e na emissão. Assim o grupo espera cortar 5% da mão-de-obra.
Em 2011, as emissoras, WJRT e WTVG foram vendidas para a SJL Broadcasting(foram donas até 1995 - 1° Passagem). Atualmente as duas emissoras são donas da Gray Television.
Em 2015, o canal estadunidense ABC anunciou que continuará sua parceria com a Marvel e em breve lançará, segundo publicação da Varity, os quadrinhos "Damage Control" em série (Os quadrinhos retratam uma construtora do universo Marvel, especializada em reparar danos causados pelos conflitos entre os vilões e huper-heróis nos seus combates).
O projeto ainda não tem data para ir ao ar, mas a ABC e a Marvel estão animados. A série foi desenvolvida por Ben Karlin com David Miner e Jeph Loeb.
Vale lembrar que a ABC e a Marvel já mantêm parceria com "Agents of S.H.I.E.L.D."e "Agent Carter".

## Programação
Oficialmente anunciada no dia 17 de maio de 2016, a programação de horário nobre da ABC apresenta novidades, como a estreia de séries como Conviction e American Housewife, além de mudanças de horário em relação à Fall Season de 2015/2016.

## Estações
Desde a sua criação, a ABC tem muitas estações afiliadas, que incluem a WABC-TV e a WPVI-TV, as duas primeiras estações a realizar a programação da rede. A partir de novembro de 2017, a ABC possui oito estações próprias e operadas e acordos de filiação pendentes e atuais com 236 emissoras de televisão adicionais, abrangendo 49 estados, o Distrito de Colúmbia, quatro possessões americanas, Bermuda e Saba; faz da ABC a maior rede de televisão de transmissão dos EUA pelo número total de afiliados. A rede tem um alcance nacional estimado de 97,76% de todos os lares nos Estados Unidos (ou 305,477,424 americanos com pelo menos um aparelho de televisão).
Atualmente, New Jersey, Rhode Island e Delaware são os únicos estados dos EUA onde a ABC não possui uma afiliada licenciada localmente (New Jersey é atendida por New York City O & O WABC-TV e Philadelphia O & O WPVI-TV; Rhode Island é servida por New Bedford WLNE, licenciada em Massachusetts, embora fora do transmissor, todas as outras operações da estação sejam baseadas em Providence e Delaware seja atendida pela afiliada da WPVI e Salisbury, Maryland WMDT). A ABC mantém afiliações com estações de baixa potência (transmissões analógicas ou digitais) em alguns mercados, como Birmingham, Alabama (WBMA-LD), Lima, Ohio (WLQP-LP) e South Bend, Indiana (WBND-LD). Em alguns mercados, incluindo os dois primeiros mencionados, essas estações também mantêm simulcasts digitais em um subcanal de uma estação de televisão de co-propriedade/co-gerenciável.
A rede tem a distinção incomum de ter afiliadas próprias e operadas separadamente que atendem ao mesmo mercado em Tampa, Flórida (WFTS-TV e WWSB), Lincoln, Nebraska (KLKN-TV e KHGI-TV) e Grand Rapids, Michigan (WZZM). e WOTV), com uma situação análoga surgindo em Kansas City, Missouri (KMBC-TV e KQTV). A KQTV é licenciada para St. Joseph, Missouri, que é designada pela Nielsen como um mercado separado de Kansas City, apesar de estar localizada a 89 quilômetros de distância uma da outra (embora na década de 2010 através de subcanais digitais, concorrente da KQTV no mercado, A News-Press & Gazette Company, estabeleceu afiliadas locais de outras quatro grandes redes e Telemundo em três estações de baixa potência para acabar com a dependência de São José de Kansas City, enquanto WWSB, KHGI e WOTV atendem áreas que não recebem sinal adequado da afiliada principal ABC do mercado (no caso da WWSB, isso remonta a quando a WTSP era afiliada primária da Tampa antes de 1994, sendo a primeira necessária para atender a parte sul do mercado de Tampa incluindo a cidade de licença da estação , Sarasota, devido ao fato de o transmissor da WTSP ter um curto espaço de tempo para evitar interferir no sinal analógico da afiliada WPLG de Miami - que, como a WTSP, transmitiu no canal VHF 10).
O Sinclair Broadcast Group é o maior operador de estações da ABC pelo total numérico, possuindo ou fornecendo serviços a 28 afiliadas da ABC e a duas afiliadas adicionais somente ao sub-canal; A Sinclair possui a maior afiliada do subchannel ABC por tamanho de mercado, WABM-DT2 / WDBB-DT2 no mercado de Birmingham, que serve como repetidoras da WBMA-LD (que também é transmitida simultaneamente em um subcanal do antigo WBMA WGWW, de propriedade da parceira Sinclair empresa Howard Stirk Holdings). A EW Scripps Company é a maior operadora de estações da ABC em termos de alcance geral de mercado, possuindo 15 estações afiliadas à ABC (incluindo afiliadas em mercados maiores como Cleveland, Phoenix, Detroit e Denver), e através de sua propriedade da afiliada Phoenix, KNXV A afiliada de Las Vegas KTNV-TV e afiliada à Tucson, KGUN-TV, é a única fornecedora de programação da ABC para a maioria do Arizona (fora do mercado de Yuma-El Centro) e do sul de Nevada.

## Instalações e estúdios
Todas as estações e afiliadas pertencentes e operadas pela ABC têm suas próprias instalações e estúdios, mas entidades transversais foram criadas para produzir programação nacional. Como resultado, séries televisivas foram produzidas pela ABC Circle Films em 1962 e pela Touchstone Television em 1985, antes de a Touchstone ser reorganizada como ABC Studios em fevereiro de 2007. Desde a década de 1950, a ABC tem duas fábricas principais: o ABC Television Center. (agora The Prospect Studios) na Prospect Avenue, em Hollywood, Califórnia, compartilhado com as operações da KABC-TV até 1999; e o ABC Television Center, East, um conjunto de estúdios localizados em toda a cidade de Nova York.
A ABC possui várias instalações em Nova York agrupadas principalmente na West 66th Street. O principal conjunto de instalações fica na esquina da Columbus Avenue com a West 66th Street. No total, as instalações da ABC ocupam um total de 9.755 metros quadrados dos 14.864 metros quadrados dos blocos que eles abrigam. O conjunto acima mencionado inclui:
- A sede oficial na 77 West 66th Street, um prédio de 22 andares construído em 1988 em um terreno de 61 metros, construído parcialmente no local da antiga Arena St. Nicholas;
- Um par de prédios na Avenida Columbus de 147 a 155 (com um prédio compreendendo 10 andares e os outros sete, e ambos contendo compartimentos de vidro que os conectam entre si), construídos em um metro de 150 pés (46 m) × 200 pés (61 m) enredo;
- 30 West 67th Street, um prédio de 15 andares com fachada na 67th Street em um terreno de 30 metros (30 metros) × 100 metros (30 metros);
- A antiga Primeira Bateria da Guarda Nacional de Nova York, um prédio de cinco andares localizado no número 56 do outro lado da rua, em um terreno de 174 pés (53 m) × 100 pés (30 m);
- A ABC também possui 7, 17 e 47 West 66th Street, três prédios em um terreno de 375 pés (114 m) x 100 pés (30 m); os dois primeiros são os edifícios originais da Durlands Riding Academy;
- De 1983 a 2013, a Disney alugou 70.000 pés quadrados (6.500 m2) na 157 Columbus Avenue, bem no outro lado da 67th Street.[7]

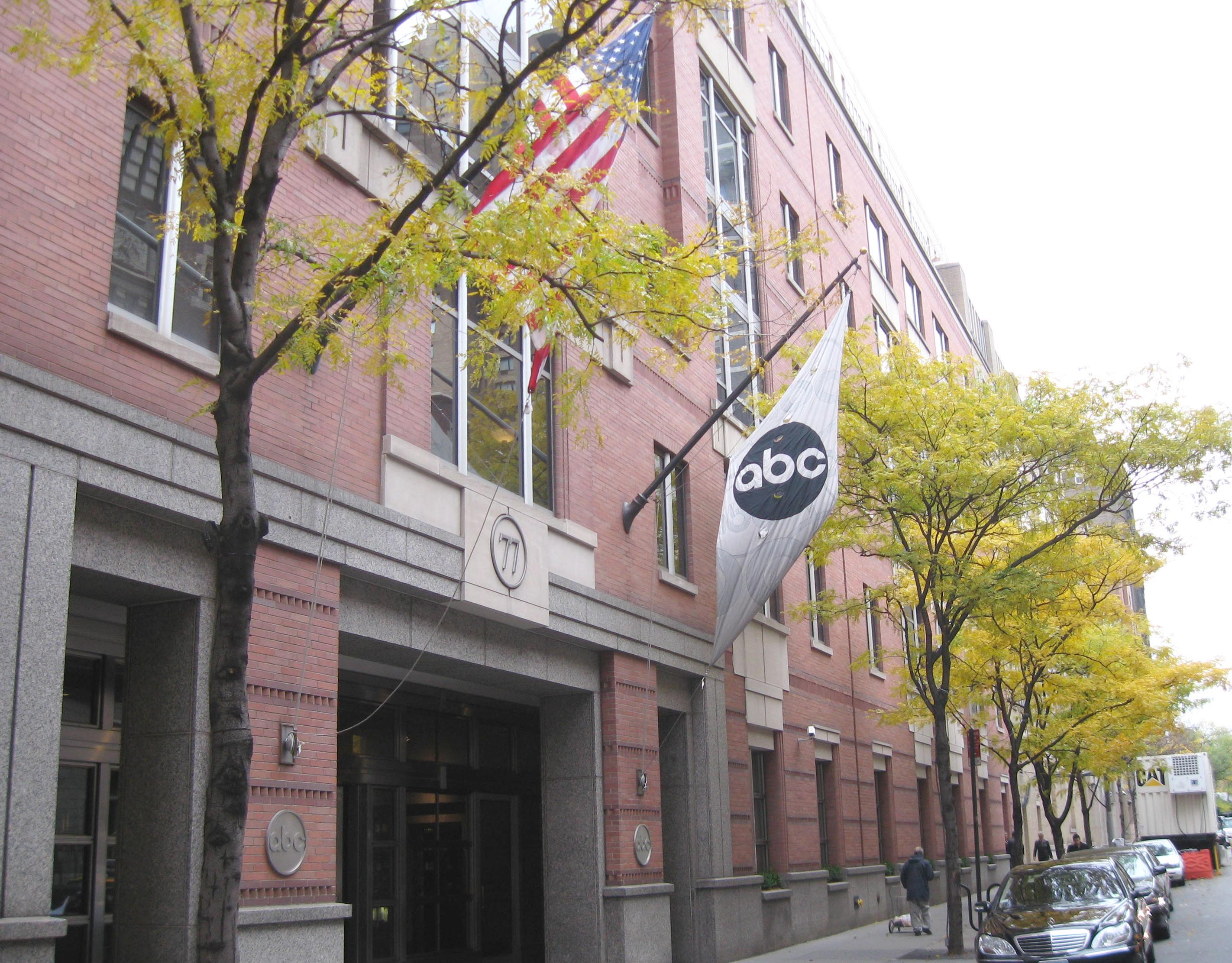
Entrada da sede da ABC na 77 West 66 Street
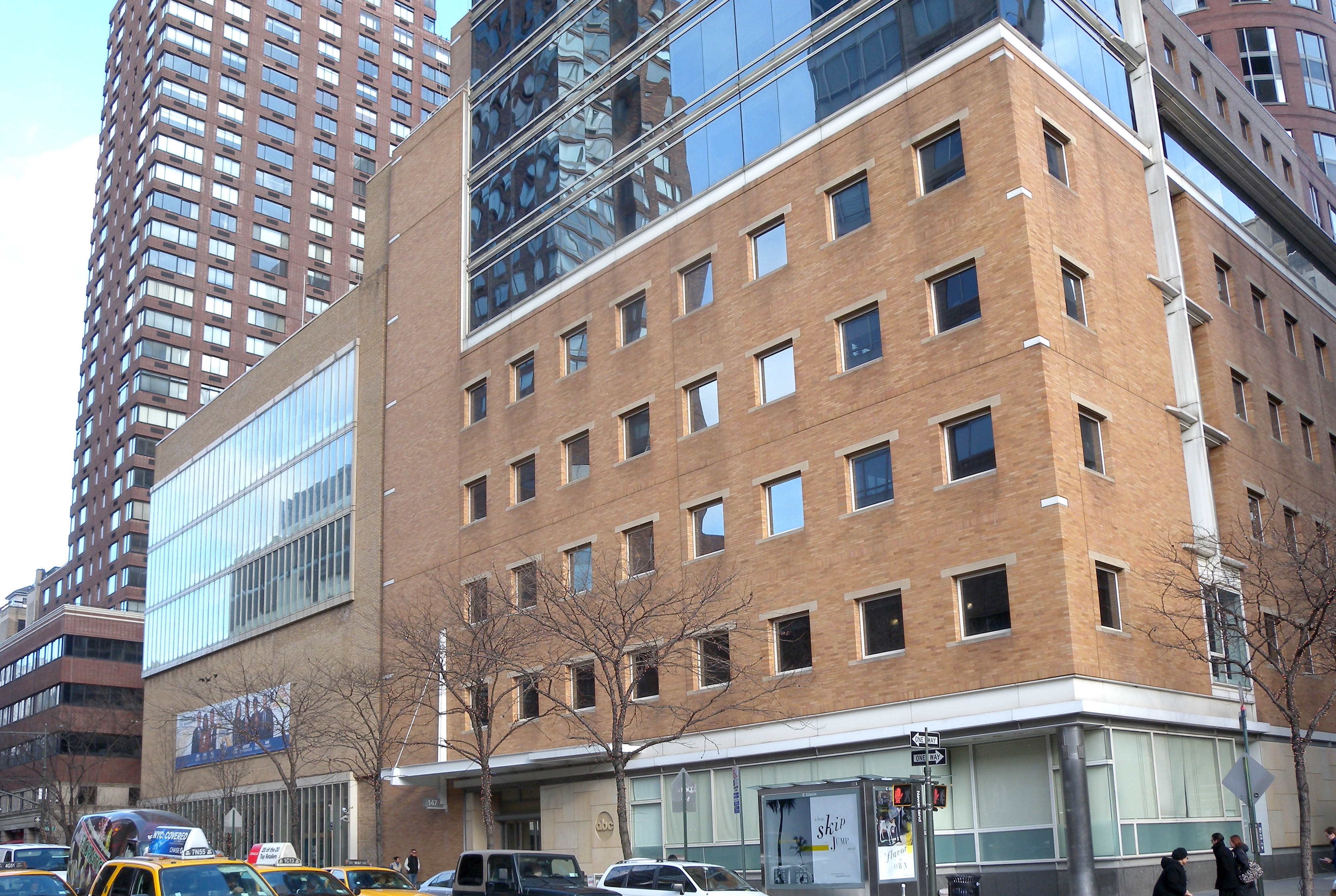
Prédios da WABC-TV na Avenida Columbus, 149 a 155, e atrás da Avenida Columbus, 157.
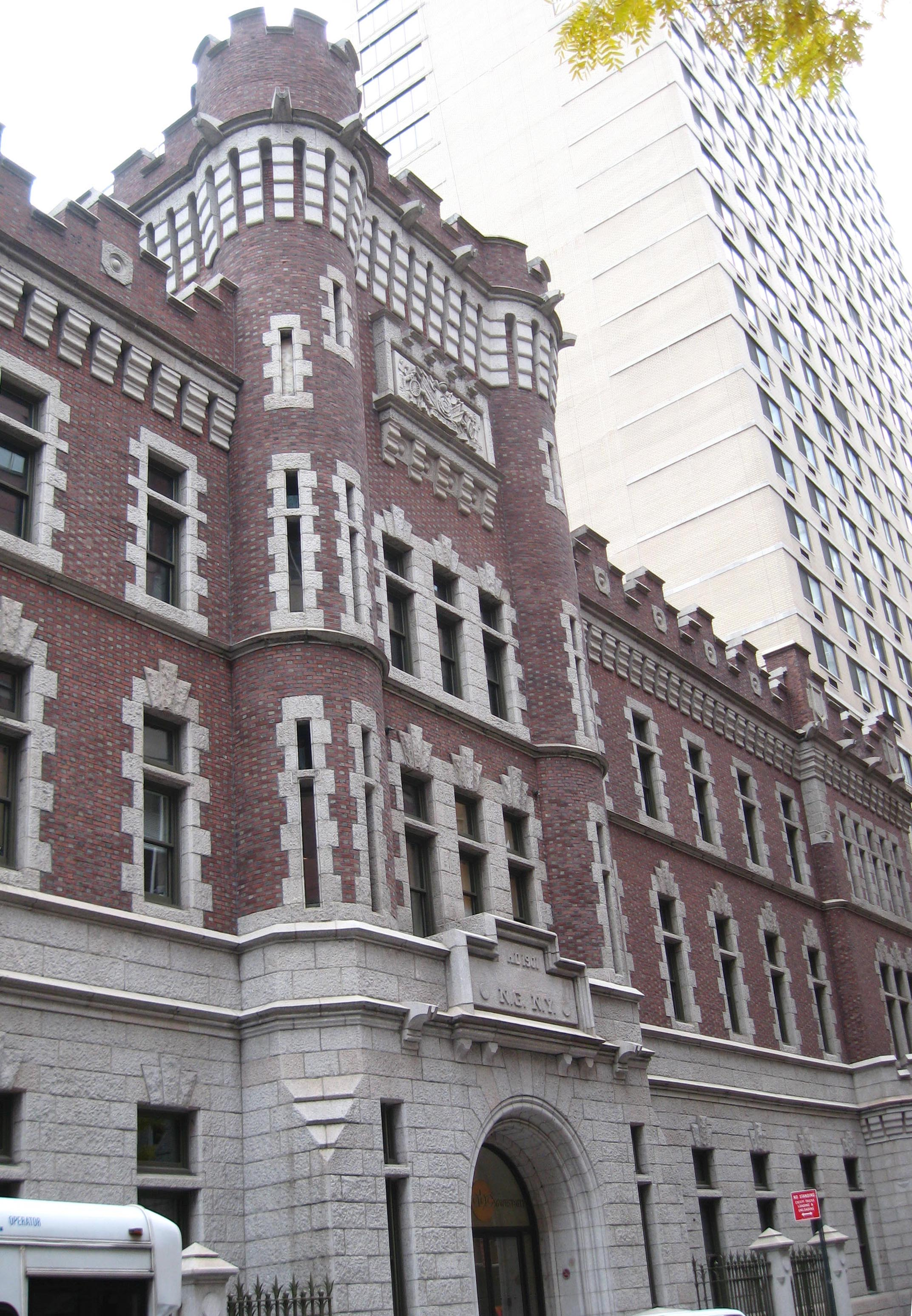
Instalações da ABC na antiga Primeira Bateria da Guarda Nacional de Nova York

A ABC também é dona do Times Square Studios, na Broadway, em 1500, na Times Square, de propriedade de um fundo de desenvolvimento para o 42nd Street Project; inaugurado em 1999, Good Morning America e Nightline são transmitidos a partir desta instalação particular. A ABC News tem instalações um pouco mais à frente da West 66th Street, em um prédio de seis andares ocupando uma área de 116 m (116 m) em uma avenida de 121 a 135 West End. O bloco da West 66th street entre o Central Park West e a Columbus Ave, que abriga o prédio da ABC News, foi renomeado para Peter Jennings Way em 2006 em homenagem ao recém-falecido antigo âncora da ABC News e âncora do World News Tonight.

## Serviços relacionados

### Serviços de vídeo sob demanda
A ABC mantém vários serviços de vídeo sob demanda para visualização atrasada da programação da rede, incluindo um serviço VOD tradicional chamado ABC on Demand, que é veiculado na maioria dos provedores tradicionais de cabo e IPTV. A Walt Disney Company também é uma das proprietárias do Hulu (como parte de um consórcio que inclui, entre outras partes, as respectivas controladoras da NBC e da Fox, NBCUniversal e 21st Century Fox), e ofereceu episódios completos da maioria da programação da ABC através do serviço de streaming desde 6 de julho de 2009 (que estão disponíveis para visualização no site e aplicativo móvel do Hulu, e desde julho de 2016, através do Yahoo! View como parte do spin-off do Hulu para Yahoo), como parte de um acordo alcançado em abril daquele ano que também permitiu à Disney adquirir uma participação acionária de 27% no Hulu.
Em maio de 2013, a ABC lançou o "WATCH ABC", uma reformulação de seus serviços tradicionais de streaming multiplataforma, abrangendo o portal de streaming existente da rede no ABC.com e um aplicativo móvel para smartphones e tablets; Além de oferecer episódios completos de programas ABC, o serviço permite a transmissão de fluxos de programação de afiliados locais da ABC em mercados selecionados (a primeira oferta desse tipo por uma rede de transmissão dos EUA). Semelhante ao serviço WatchESPN da rede irmã ESPN (que originou a marca "WATCH" usada pelos serviços de streaming das redes de televisão da Disney), os fluxos ao vivo de estações ABC estão disponíveis apenas para assinantes autenticados de provedores de televisão paga participantes em determinados mercados. A O&O WABC-TV e a Filadélfia O&O WPVI-TV foram as primeiras estações a oferecer fluxos de sua programação no serviço (com uma pré-visualização gratuita para não assinantes até junho de 2013), com os seis ABC O & Os restantes disponíveis início da temporada 2013-14. A Hearst Television também chegou a um acordo para oferecer aos seus afiliados da ABC (incluindo estações em Boston, Kansas City, Milwaukee e West Palm Beach) o serviço, embora a partir de 2016 essas estações estejam disponíveis apenas para streaming ao vivo para os assinantes da DirecTV.
Os episódios mais recentes dos programas da rede são geralmente disponibilizados no WATCH ABC, Hulu e ABC on Demand no dia seguinte à sua transmissão original. Além disso, o ABC on Demand (como os serviços de televisão sob demanda fornecidos pelas outras redes de transmissão dos EUA) não permite o encaminhamento rápido do conteúdo acessado. Restrições implementadas pelo Disney-ABC Television Group em 7 de janeiro de 2014 restringem a transmissão do episódio mais recente de qualquer programa da ABC no Hulu e no Watch ABC até oito dias após a transmissão inicial, para encorajar ao vivo ou na mesma semana (por meio do DVR). e cabo a pedido), com streaming dia após o ar em qualquer serviço limitado aos assinantes dos provedores de televisão paga participantes (como Comcast, Verizon FiOS e Time Warner Cable) usando uma conta ISP através de um login de usuário autenticado.
Em novembro de 2015, a ABC estava criando uma placa digital chamada ABC3 interna para seu aplicativo de streaming de vídeo WatchABC. A série ABC3 de 7 séries curtas de comédia e lifestyle estreou sob a bandeira da ABC, junto com 38 séries mais antigas, em um aplicativo ABC renomeado e renomeado em 13 de julho de 2016.

### ABC HD

Logo da ABC HD.

Os feeds de rede da ABC são transmitidos em alta definição em 720p, o formato de resolução nativa das propriedades de televisão dos EUA da Walt Disney Company. No entanto, a maioria das 16 emissoras afiliadas à emissora ABC transmitem a programação da rede em 1080i HD, enquanto 11 outras afiliadas de várias empresas carregam o feed de rede na definição padrão 480i devido a considerações técnicas para afiliados de outras grandes redes que carregar a programação ABC em um subcanal digital ou porque uma afiliada primária ABC ainda não atualizou seu equipamento de transmissão para permitir que o conteúdo seja apresentado em HD.
A ABC iniciou sua conversão para alta definição com o lançamento de seu feed simulcast, ABC HD, em 16 de setembro de 2001, no início da temporada 2001-02, com sua série de horário nobre em script tornando-se os primeiros shows a serem atualizados. A série de calouros da série de calouros da rede foi transmitida em HD a partir de suas estréias, enquanto todas as séries de roteiros mantidas da temporada 2000-2001 foram convertidas de definição padrão para alta definição a partir daquela temporada.
Com o cancelamento de Supernanny em 2011, o Extreme Makeover: Home Edition tornou-se o único programa remanescente na programação da rede que foi transmitido na definição padrão 4: 3. Toda a programação da rede tem sido apresentada em HD desde janeiro de 2012 (com exceção de alguns especiais de férias produzidos antes de 2005 - como os especiais Peanuts e o Ano Novo Brilhante de Rudolph - que continuam a ser apresentados em 4: 3 SD), quando Extreme Makeover: Home Edition terminou sua série como regular e One Life to Live (que tinha sido apresentado em 16: 9 definição padrão desde 2010) também terminou sua corrida ABC. O bloco de E / I de sábado de manhã afiliado-sindicato da Litton's Weekend Aventure também é transmitido em HD, e foi o primeiro bloco de programa infantil em qualquer rede de transmissão dos EUA a apresentar programas disponíveis no formato após sua estreia em setembro de 2011.
Em 1º de setembro de 2016, a ABC começou a usar o enquadramento 16: 9 para a maioria das imagens gráficas (principalmente o bug do logotipo da rede, promoções no programa e seqüências genéricas de crédito de encerramento, bem como transmissões esportivas, onde os elementos BottomLine e placar agora fora do quadro 4: 3), exigindo que suas estações e provedores de televisão paga exibam sua programação em um formato widescreen obrigatório, seja em alta definição ou definição padrão; Com a mudança, alguns programas (como Grey's Anatomy, The Goldbergs e Quantico) também começaram a posicionar seus principais créditos na tela fora do formato 4: 3. Isso deixa a CBS e a CW como as duas últimas grandes redes a continuar preferindo o enquadramento de 4: 3 para gráficos.

## Desenvolvimento internacional
As primeiras tentativas de internacionalizar a rede de televisão da ABC remontam aos anos 1950, depois que Leonard Goldenson, seguindo o modelo da United Paramount Theatres, tentou usar na ABC as mesmas estratégias que havia feito para expandir a operação teatral da UPT para o mercado internacional. Leonard Goldenson disse que a primeira atividade internacional da ABC foi transmitir a coroação da rainha Elizabeth II em junho de 1953; CBS e NBC foram atrasados em cobrir a coroação devido a atrasos nos voos. Goldenson tentou investir internacionalmente, tendo a ABC investido em postos no mercado latino-americano, adquirindo 51% de participação em uma rede que cobre a América Central e, em 1959, estabeleceu a distribuidora de programas Worldvision Enterprises Goldenson também citou interesse no Japão no início dos anos 50, adquirindo uma participação de 5% em duas novas redes domésticas, o Mainichi Broadcasting System em 1951 e a Nihon Educational Television em 1957. Goldenson também investiu em propriedades de transmissão em Beirute em meados da década de 1960.
A ideia era criar uma rede de canais total e parcialmente próprios e afiliadas para retransmitir os programas da rede. Em 1959, essa atividade de reexecução foi concluída com a distribuição de programas, com a ABC Films vendendo programas para redes não pertencentes à ABC. A chegada da televisão por satélite acabou com a necessidade de a ABC manter interesses em outros países; Muitos governos também queriam aumentar sua independência e fortalecer a legislação para limitar a propriedade estrangeira de propriedades de radiodifusão. Como resultado, a ABC foi forçada a vender todas as suas participações em redes internacionais, principalmente no Japão e na América Latina, na década de 1970.
Um segundo período de expansão internacional está ligado ao da rede ESPN na década de 1990 e das políticas promulgadas nos anos 2000 pela Disney Media Networks (que incluiu a expansão de várias redes de TV a cabo nos EUA, incluindo Disney Channel e suas subsidiárias Toon Disney, Playhouse Disney e Jetix, embora a Disney também tenha vendido sua participação de 33% no canal europeu de esportes Eurosport por US$ 155 milhões em junho de 2000). Em contraste com os outros canais da Disney, o ABC é transmitido nos Estados Unidos, embora a programação da rede seja distribuída em muitos países. A política em relação às redes internacionais de propriedade integral foi reativada em 2004, quando em 27 de setembro daquele ano, a ABC anunciou o lançamento da ABC1, um canal aberto no Reino Unido pertencente ao Grupo ABC. No entanto, em 8 de setembro de 2007, a Disney anunciou que descontinuaria a ABC1 citando a incapacidade do canal de atingir uma audiência sustentável. Com a paralisação da ABC1 em outubro, a tentativa da empresa de desenvolver a ABC International foi descontinuada. No entanto, nada foi ouvido de nenhuma das partes depois disso.

### Canadá
A maioria dos canadenses tem acesso a pelo menos uma afiliada da ABC nos Estados Unidos, seja por via aérea (em áreas localizadas nas proximidades da fronteira entre o Canadá e os Estados Unidos) ou através de um provedor de cabo, satélite ou IPTV, embora a maioria dos programas ABC esteja sujeita às regulamentações simultâneas de substituição impostas pela Comissão Canadense de Rádio-Televisão e Telecomunicações, que permitem que os provedores de televisão paga substituam o sinal de uma emissora americana pelo feed de uma emissora canadense, para proteger os direitos de programação doméstica e as receitas publicitárias.